# Einsberg
Der Einsberg ist ein in 1003,2 m ü. NN gelegenes Geographisches Objekt auf einem unmarkanten Bergrücken bei Tellerhäuser im sächsischen Erzgebirge.

## Geografische Lage
Der Einsberg liegt nördlich von Tellerhäuser und ist von dort oder vom Höllgrund auf steilen Waldschneisen zu erreichen. Entgegen seiner Bezeichnung und der exponierten Lage handelt es sich beim Einsberg weder um einen Gipfel noch um einen Berg, sondern um eine näher bezeichnete Stelle (Geoobjekt) auf einem Bergrücken. Er liegt in einem der größten zusammenhängenden Waldgebiete Sachsens. Über den Rücken des Einsberges führt die Klöppelstraße, ein befestigter Forstweg.

## Geologie
Der Einsberg besteht aus glimmerführenden Albitphylliten, in denen Basalt in zwei Ausbildungen aufsetzt. Neben olivinarmem Leuzitbasalt, der Titanaugit, feinkörnigen Olivin, Augit, Magnetit, Leuzit und Apatit enthält, findet sich Nephelinbasalt, der neben Titanaugit auch Magnetit und Apatit enthält.

## Geschichte
Der Name des Berges stammt aus der Zeit der Vermessung und Einteilung des ausgedehnten Waldgebietes am Fichtelberg durch Matthias Oeder im ausgehenden 16. Jahrhundert. In der vom Pfahlberg ausgehenden Einteilung in zehn Rundungen und zwölf Hauptflügel befindet sich der Einsberg im namensgebenden ersten Hauptflügel, der laut Christian Lehmann „nach dem geräderten Mann nach Tellers neuem Hauß“ lief. Bereits auf dem um 1600 entstandenen Oederschen Kartenblatt dieses Gegend findet sich der Flurname Geräderter Mann.
Auf den Ende des 18. Jahrhunderts unter Leitung von Friedrich Ludwig Aster entstandenen Meilenblättern wird der Höhenzug noch nicht als Einsberg, sondern als Goldene Höhe bezeichnet. Das lässt darauf schließen, dass der Name Einsberg erst im 19. Jahrhundert entstand. Der erste Hauptflügel trägt heute die Bezeichnungen Pfahlstraße und Steinweg. Der Rundwanderweg Pöhlwassertal führt ein Stück entlang dieses Hauptflügels.
Am 29. Juli 2005 vernichtete ein Tornado große Teile des etwa 70 Jahre alten Fichtenbestandes auf dem Einsberg.
Nach dem Bergrücken wurde in Tellerhäuser eine Straße Am Einsberg benannt.